# Hyltebruk
Hyltebruk est une localité de Suède située dans le comté de Halland. Elle est le siège de Hylte et compte 3 716 habitants en 2010.

## Histoire
La ville s'est construite autour d'une papeterie de Hylte Bruks AB, ouverte en 1907. Un chemin de fer y est construit en 1909, connectant les lieux avec Torup sur la ligne Halmstad-Nässjö. L'entreprise compte aujourd'hui environ 1 000 employés et serait l'une des plus grandes manufactures de papier journal du monde.